# 少路
少路（しょうじ）は大阪府豊中市の町丁。現行行政地名は少路一丁目および少路二丁目。

## 地理
豊中市域の北部に位置し、東端は翠丘東豊中線によって緑丘と、南端は中国自動車道によって上野坂と、北端は西緑丘線によって西緑丘と、西端は桜の町、および向丘とそれぞれ隔てられている。少路地区は近隣の地区と同様、ほぼ全域が住宅地の様相を呈している。少路一丁目は地区南部の一帯で、少路駅が位置するほか、駅前ロータリーや駅ビルなどが集積するほか、一丁目北西部には羽鷹池があり、はたかいけ公園など自然を生かした施設が見られる。少路二丁目は地区の北部、及び西部を含む一帯であり、二丁目西部の豊中ロマンチック街道（大阪府道43号線）沿線では複数の商業施設が見られる。

## 歴史
1889年（明治22年）以前は、当該地域は豊島郡少路村に属していた。
- 1889年（明治22年）4月1日 - 町村制の施行により、少路村が近隣の野畑村、内田村、柴原村、北刀根山村、南刀根山村と合併し、豊島郡桜井谷村が発足する。
- 1896年（明治29年）4月1日 - 郡制施行により、所属郡が豊能郡に変更される。
- 1936年（昭和11年）10月15日 -　桜井谷村が豊能郡豊中町、麻田村、熊野田村と合併し、豊中市となる。
- 1975年（昭和50年） - 少路一丁目、および二丁目を設置。

## 校区
2024年（令和6年）5月現在、市立小・中学校に通う場合、校区は以下の通りとなる。
| 地域 | 小学校         | 中学校       |
| ---- | -------------- | ------------ |
| 全域 | 桜井谷東小学校 | 第十一中学校 |

## 事業所
2018年（平成30年）現在の経済センサス調査による事業所数と従業員数は以下の通りである。
| 町丁       | 事業所数 | 従業者数 |
| ---------- | -------- | -------- |
| 少路一丁目 | 60事業所 | 1398人   |
| 少路二丁目 | 37事業所 | 535人    |

## 交通
地区内に大阪モノレール本線少路駅が位置している。当初の計画では少路地区への駅の設置は盛り込まれていなかったが、千里中央・柴原阪大前間の駅間が長いことを受けて、少路地区にも駅が設けられる運びとなった。

## 主な施設

### 教育機関
- 緑ヶ丘幼稚園
- 羽鷹池ひだまり保育園
- のどか保育園

### 医療機関
- 豊中敬仁会病院

### 交通機関
大阪モノレール本線少路駅
阪急バス少路停留所
阪急バス少路二丁目停留所
なお、豊中市立少路小学校は「少路」の名を冠するものの西緑丘二丁目に位置しており、少路地区を通学区域に含めてもいない。